# 2 Pułk Artylerii Przeciwlotniczej Lekkiej
2 Pułk Artylerii Przeciwlotniczej Lekkiej (2 paplot. lek.) – oddział artylerii przeciwlotniczej Polskich Sił Zbrojnych na Zachodzie.

## Formowanie i zmiany organizacyjne
6 stycznia 1945 w San Domenico we Włoszech w ramach Zgrupowania 16 Pomorskiej Brygady Piechoty sformowany został 16 Pomorski Dywizjon Artylerii Przeciwlotniczej. 24 czerwca 1945 roku dywizjon przeformowany został w 2 Pułk Artylerii Przeciwlotniczej Lekkiej w miejscowości S. Pietro Vernotico – organiczną jednostkę artylerii przeciwlotniczej 2 Warszawskiej Dywizji Pancernej.  Pułk osiągnął stan 32 oficerów i 630 szeregowych, szeregowi żołnierze wywodzili się głównie z byłych jeńców armii niemieckiej i w mniejszym stopniu z Armii Krajowej. W lipcu 1945 roku złożyło przysięgę wojskową 197 żołnierzy, trwało jednocześnie intensywne szkolenie. W trakcie ćwiczeń w polu zginął w wypadku samochodowym 16 lipca oficer 4 baterii ppor. S. Radosławski. Po osiągnięciu pełnego stanu osobowego i etatowego uzbrojenia oraz wyposażenia, we wrześniu pułk szkolił się na poligonie Santa Severa w rejonie Rzymu. Grupa żołnierzy pułku w listopadzie 1945 r. i lutym 1946 r. została odkomenderowana, celem podniesienia swojego wyszkolenia i wykształcenia. Jednocześnie rozpoczęła się demobilizacja, w tym na powrót do kraju zgłosiło się do sierpnia 1946 roku 124 szeregowych, 19 zdezerterowało. W sierpniu pułk zdał uzbrojenie i pojazdy, a we wrześniu został przetransportowany drogą morską do Wielkiej Brytanii. Z dniem 10 lutego 1947 roku oficjalnie 2 pułk artylerii przeciwlotniczej lekkiej został rozformowany, część szeregowych wyjechała do kraju, pozostali jako dywizjon zostali dołączeni do 2 pułku artylerii przeciwpancernej.
Z dniem 29 listopada 1995 tradycje 2 Pułku Artylerii Przeciwlotniczej Lekkiej przyjął 2 Zachodniopomorski Pułk Przeciwlotniczy stacjonujący w garnizonie Rogowo.

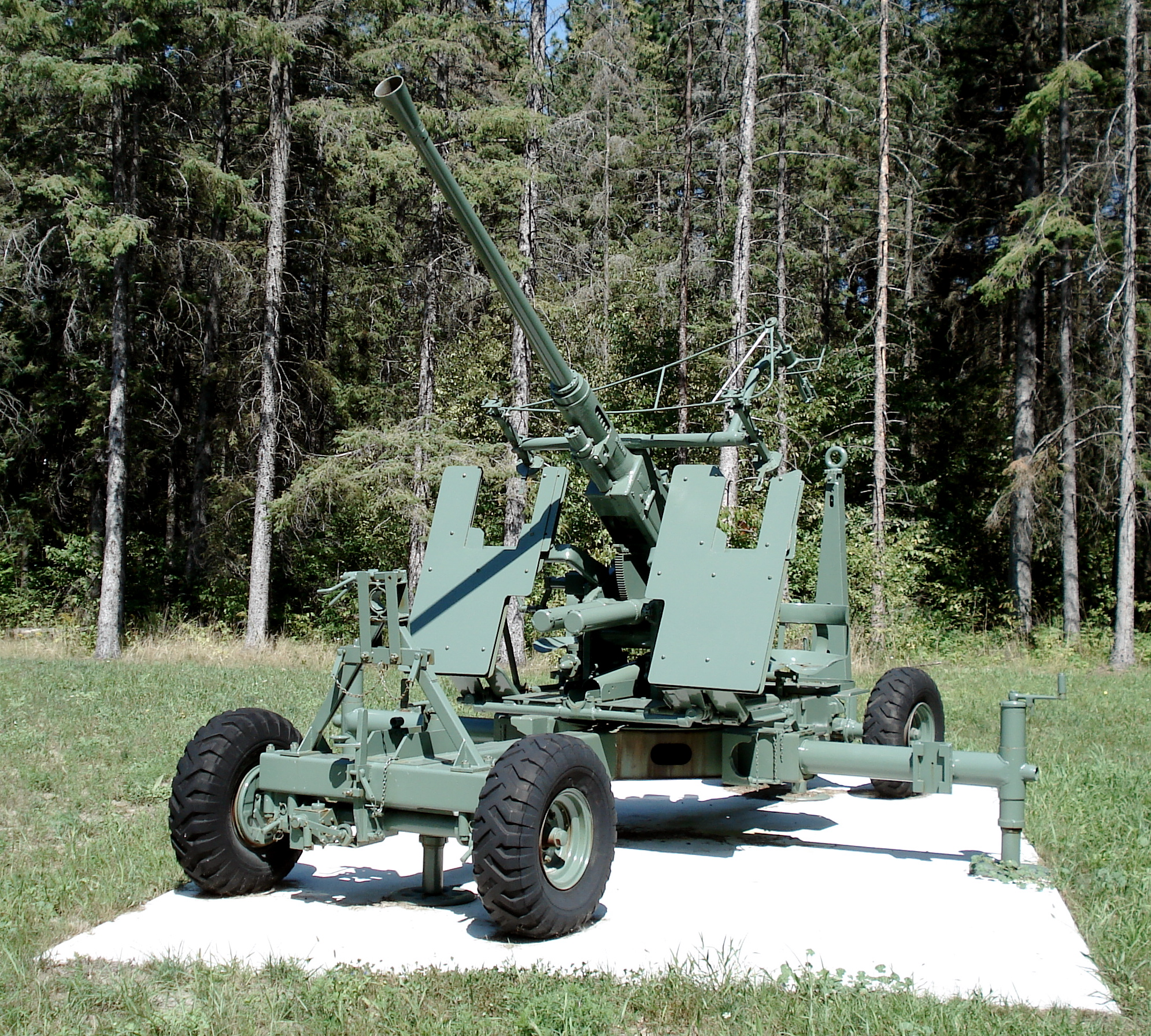
Bofors – 54 dział posiadał pułk

## Struktura organizacyjna i obsada personalna
- dowództwo
  - dowódca – mjr Tadeusz Dobrzański
  - zastępca dowódcy – mjr Jan Suszyński[1]
- I dywizjon – kpt. Roman Zwil (we IX 1939 dowódca 71 baplot. mot. 10 BK)
- II dywizjon – kpt. Bazyli Mościcki
- III dywizjon – kpt. Bohdan Kwieciński

Każdy dywizjon posiadał dwie baterie po sześć 40 mm armat przeciwlotniczych Boforsa.